# Radhouane Salhi
  Radhouane Salhi    (Sussa, 18 de desembre de 1967) és un exfutbolista tunisià de la dècada de 1990.
Fou internacional amb la selecció de Tunisia amb la qual participà en la Copa del Món de futbol de 1998.
Pel que fa a clubs, destacà a Étoile du Sahel.